# E-Young
Noh Yi-young (hangul: 노이영; Chuncheon, Gangwon, 16 de agosto de 1992), más conocida como E-Young, es una cantante y bailarina surcoreana, conocida por haber sido la vocalista y bailarina principal de After School.

## Carrera
E-Young toca varios instrumentos: la guitarra, la guitarra eléctrica, el bajo, batería, entre otros. Ganó 30 premios por cantar, bailar y por tocar el piano y el chelo. E-Young ganó el oro en los 2007 Gangwon Province Teen Song Festival, así también como el primer premio en los 2008 Dong Song Festival. También ganó el primer premio en los Gangwon Dance Contest, por lo que fue considerada la mejor cantante de Corea, obtuvo su primer premio en los Chuncheon Youth como cantante y bailarina, y también fue galardonada en los Soyang Culture Festival Music Awards, the Youngage Music Contest, primer premio en Youth Blue Festival y el premio de oro en el festival de piano de National.

### Predebut
E-Young realizó su debut con el grupo en su 1.er lanzamiento japonés, la colaboración en la canción Make It Happen fue incluida en el álbum de Namie Amuro Checkmate!.

### Debut
Su primera actividad lanzada fue en el álbum de After School Virgin. E-Young hizo su primera aparición junto a After School en los SBS Gayo Daejun el 31 de diciembre del 2010 realizando la canción Bang!. Ella hizo su debut 'oficial' con el grupo el 29 de abril del 2011 realizando su nuevo sencillo Shampoo. Ella fue la vocalista principal del grupo hasta su disolución.

## Vida personal
E-Young asistió a la Chuncheon Agricultural High School y a la K-Note Music Academy, especializándose en la música moderna junto a su compañera de grupo, Lizzy. También estudió con el roquero Kim Doo Kyoon.

## Filmografía

### Shows de variedades
- JTBC High Society (2012) junto a Raina, Lizzy y Kaeun.
- Music & Lyrics Season 2 (2012) junto a Kaeun.
- Chuseok Wrestling Special (2012) junto a Nana, Kaeun, Raina y Lizzy.
- KBSWorld Seri Kitchen (2012) junto a Kaeun.
- KBS2: Hello Counselor (2012), Invitada, ep. 80